# Companyia Anglopersa de Petroli
Companyia Anglopersa de Petroli (Serkat-e Naft-e Engelis o Iran) fou una companyia petrolera formada per explotar els camps de petroli del sud-oest de Pèrsia, que el 1955 va esdevenir la British Petroleum Company.
Concessions petrolieres s'havien establert després de 1872. Un concessió a D'Arcy el 1901 va originar la formació d'una Companyia d'Explotació D'Arcy el 1903 que finalment va esdevenir el 1909 la Anglo-Persian Oil Company (APOC) de la que D'Arcy fou director. Per fer front a l'oposició dels caps tribals, els britànics van accedir el 1909 a donar una part dels ingressos al xeic Kazal que controlava la zona de Muhammara (Khorramshahr) i poc després es va establir la refineria a l'illa Abadan que va obrir el 1912.
Durant la guerra els alemanys van instigar a atacar la refineria als caps tribals bakhtiyaris i es va organitzar una força per defensar la refineria coneguda com a South Pèrsia Rifles que fou reconeguda pel govern de Teheran el 1917.
El 1920 es va formar una filial, la North Pèrsia Oil Companya, amb les concessions concedides el 1916 al rus A. M. Khoshtaria, i que degut a la guerra civil a Rússia no foren ratificades pel Majlis i foren adquirides per la Companyia Anglopersa de Petroli; Teheran no va acceptar la nova companyia, i a pesar de les reclamacions no van aconseguir validar els drets. La concessió al nord fou donada a l'americana Standard Oil Company de Nova Jersey i finalment es van fer noves concessions al nord el 1924 excloent la província de Gilan. Però més tard les concessions del nord foren abandonades per diversos problemes. Després de moltes negociacions es va trobar un equilibri en el pagament de royalties que garantia a la companyia l'explotació a Pèrsia.
El 1935 for rebatejada Companyia Angloiraniana de Petroli (AIOC). El 1945 van començar les queixes del treballadors i els royaltys per Iran es van incrementar (17 de juliol de 1949) però el nou acord no fou ratificat per Majlis per l'oposició de Muhammad Mussadek i el seu Front Nacional Iranià (1950). El primer ministre general Ali Razmara va intentar que la companyia oferís un nou acord més favorable. Mussadek va proposar la nacionalització i va tenir el suport popular amb manifestacions als carrers. El 7 de març de 1951 el primer ministre fou assassinat i al cap de pocs dies el projecte de llei per nacionalitzar la indústria petroliera fou aprovat. El primer ministre Husayn Ali va haver de deixar pas a Mussadek (28 d'abril de 1951) que va crear la Companyia Nacional Iraniana de Petroli.